# Gare de Nantes-État
Cet article concerne une ancienne gare ferroviaire de Nantes. Pour la gare principale, voir Gare de Nantes. Pour toutes les autres gares française du Réseau de l'État, voir Liste des gares de France.
La gare de Nantes-État (actuellement maison des syndicats) est une ancienne gare ferroviaire française de Nantes située sur l'île de Nantes, sur une partie de l'ancienne île de la Prairie au Duc, et qui était le terminus nantais du réseau de l'État.

## Situation ferroviaire
La gare de Nantes-État est située au point kilométrique 397,1 de la ligne de Segré à Nantes-État. Elle est également l'origine de la ligne de Nantes-État à La Roche-sur-Yon par Sainte-Pazanne. Son altitude est de 8 m.

## Historique

### Construction
Six lieux étaient envisagés, en 1870, pour l'implantation de la gare destinée à être le terminus de la « ligne du Pays de Retz ». L'expérience des problèmes urbanistiques engendrés par l'installation de la gare d'Orléans sur la prairie de Mauves, qui a provoqué un remodelage de l'ensemble des quais empruntés par la suite par la ligne de chemin de fer lorsqu'elle a été prolongé vers l'ouest, a poussé les décideurs à s'éloigner du centre-ville. L'île Saint-Anne répond, à cette époque, à ce critère. De plus, ce site est bordé par la Loire, entouré d'entreprises, notamment industrielles, installées sur la « Prairie-au-Duc », où des bassins ont été récemment aménagés, ou sont en passe de l'être. Ce quartier étant récent, des aménagements de voirie sont possibles, les rues ayant été pensées suffisamment larges. Les îles de Nantes présentent encore des terrains non bâtis. Enfin, le secteur est éloigné de l'hospice de Nantes. Toutes ces raisons poussent le conseil municipal à créer la gare à cet endroit, décision prise le 17 octobre 1870.
Elle est d'abord baptisée « gare de Nantes-Prairie-au-Duc », et est exploitée à partir du 15 avril 1876 par la Compagnie des chemins de fer nantais, ce qui lui vaut également le nom de « gare des Chemins de fer nantais ». Elle est le terminus de la ligne de Nantes à La Roche-sur-Yon, qui finissait depuis l'année précédente à la gare de Rezé-Pont-Rousseau. Elle est bordée au nord par la « grande rue de la Prairie » (qui deviendra boulevard Babin-Chevaye puis boulevard de la Prairie-au-Duc dans le courant des années 1930), et au sud par une voie baptisée « rue latérale ». Les passagers sont accueillis dans un bâtiment provisoire en bois. La ligne qui la dessert a été prolongée, franchissant la Loire via le pont ferroviaire de Pirmil, et rejoignant son nouveau terminus sur une voie double rehaussée au moyen d'un remblai à la cote 8,19 mètres, niveau le plus jamais élevé atteint lors d'une crue, relevé en 1872. Deux viaducs de 36 m chacun sont nécessaires pour franchir les boires des Récollets et de Toussaint. En 1878, la Compagnie des Chemins de fer nantais fait faillite, et est rachetée par l'État.
Des bâtiments en pierre sont érigés à partir de 1884, sur la partie ouest de ce qui s'appelait alors le boulevard Babin-Chevaye, et sont inaugurés le 1er juillet 1887, sous le nom de « gare de Nantes-Etat », et est couramment appelée « gare de l'État ». Le bâtiment des voyageurs est monumental ; avec ses deux annexes latéraux, il s'étend sur 126 m de long. Le pavillon central est sur trois niveaux et les façades de style néoclassique ont un aspect épuré. Il était initialement prévu de se contenter du plan type standard de la Compagnie des chemins de fer de l’État mais la décision ministérielle approuvant le projet général de cette nouvelle gare prescrivit une révision de ce plan standard afin de mieux correspondre au rang de gare d'une des plus grandes villes du pays.
Une nouvelle halle à marchandises et de vastes installations de déchargement pour les marchandises de grande vitesse (colis, bagages, messageries...) et de petite vitesse (pondéreux, matériaux en vrac...) ont également été construites ; la halle fut mise en service avant même le bâtiment des voyageurs. Les installations dévolues à la traction (ravitaillement et entretien léger des locomotives) étaient provisoires, en attendant la construction de structures plus importantes.
Un tronçon ferroviaire de 4,9 km, construit entre 1883 et 1886, permet la jonction avec la gare d'Orléans exploitée par la Compagnie du Chemin de fer de Paris à Orléans.
Elle est desservie par une seconde ligne, la ligne de Segré à Nantes-État, à partir du 18 mai 1885.
En 1888, la gare est desservie par la deuxième ligne de l'ancien tramway nantais (surnommée « ligne des ponts ») qui relie le centre-ville (place du Commerce) au sud-Loire.

### XXesiècle
Le 3 avril 1930, Gaston Doumergue est accueilli dans la gare.
Le 23 septembre 1943, la gare de l'État est atteinte par les bombardements alliés. En 1959, il est décidé de transférer l'activité « voyageurs » vers la gare d'Orléans (devenue « Gare de Nantes »). Cette modification s'accompagne de la mise en service, en 1960, du viaduc ferroviaire qui supprime les passages à niveaux sur l'île de Nantes et qui permet une liaison directe vers la gare de Rezé-Pont-Rousseau sans passer par la gare de Nantes-Etat, qui, dès lors est affectée au fret. La présence de gare de l'État incite en partie au transfert du Marché d'intérêt national sur l'île en 1969. Le bâtiment gardera son activité administrative et commerciale jusqu'en 1980[réf. nécessaire], date à laquelle celui-ci sera définitivement fermé.

### Réhabilitation et projets

#### Bâtiment
Sans affectation, le bâtiment fait l'objet d'une demande de permis de démolition déposé par la SNCF le 3 octobre 1988. Une campagne, menée notamment par l'historien nantais André Péron, empêche l'opération, préservant ainsi une partie des derniers bâtiment ferroviaires du XIXe siècle encore debout dans la ville.
Au début des années 1990, la municipalité nantaise est à la recherche de locaux permettant de regrouper au sein d'une maison des syndicats, l'ensemble des organisations syndicales sur un seul site. Le choix de la gare de l'État, lieu symbolique de la lutte ouvrière, permet de satisfaire la volonté de loger les organisations concernées, et de donner une seconde vie aux édifices menacés de destruction. Ce projet est décidé avant le lancement du projet urbain « île de Nantes ». Deux ensembles de trois bâtiments ont été créés par le cabinet nantais « Forma 6 », chaque ensemble étant raccordé à la partie centrale. Si les bâtiments du XIXe siècle ont globalement été restaurés dans leur état d'origine, les ailes ont été légèrement modifiées au niveau de la toiture, qui a été légèrement « décollée » pour permettre de créer des ouvertures au niveau des combles, permettant un gain de lumière. Des espaces communs en sous-sols se situent sous la place centrale.
Les immeubles, livrés en 2001, sont pourvus de patios intérieurs aménagés par le paysagiste Jacques Le Bris. Le tout est articulé autour d'une esplanade, la place de la Gare-de-l'Etat, dont la réalisation est confiée à l'atelier d'Alexandre Chemetoff et Jean-Louis Berthomieu.
En 2002, le projet a reçu le 1er prix départemental de Loire-Atlantique d'architecture.

#### Autres infrastructures
Cependant, les infrastructures ferroviaires, désormais isolées du bâtiment par le nouveau boulevard de l'Estuaire, sont toujours utilisées par la SNCF, bien que ces activités soient amenées à être transférées, à l'horizon 2021, vers l'ancienne gare de triage du Grand-Blottereau dans le quartier de Doulon, qui sera transformée à cette date en nouvelle gare de fret. Le démantèlement des installations ferroviaires (dépose des voies ferrées, des caténaires, des installations de signalisation et démolition des bâtiments existants) interviendra jusqu'en 2022.
À l'horizon 2030, ces terrains doivent laisser la place à une succession de nouveaux quartiers (tel le « quartier de la Prairie-au-Duc » aménagé entre l'ancienne gare et le boulevard des Antilles, à l'emplacement des anciens hangars du Sernam démolis en février 2013) séparés entre eux par des parcs paysagers. Le nouveau centre hospitalier universitaire qui devait également s'installer sur une partie de l'emprise ferroviaire, sera finalement implanté entre la partie sud de l'ancien site du Marché d'intérêt national et la Loire.

## Place de la Gare-de-l'État
Localisation : 47° 12′ 16″ N, 1° 33′ 34″ O
L'ancien parvis de gare, longé au nord par le boulevard de la Prairie-au-Duc, a été pavé, et ouvert à la circulation uniquement pour le stationnement. Arborée sur la plus grande partie de sa superficie avec des bassins plantés de roseaux du genre Cortaderia, la place est également équipée de bancs publics.

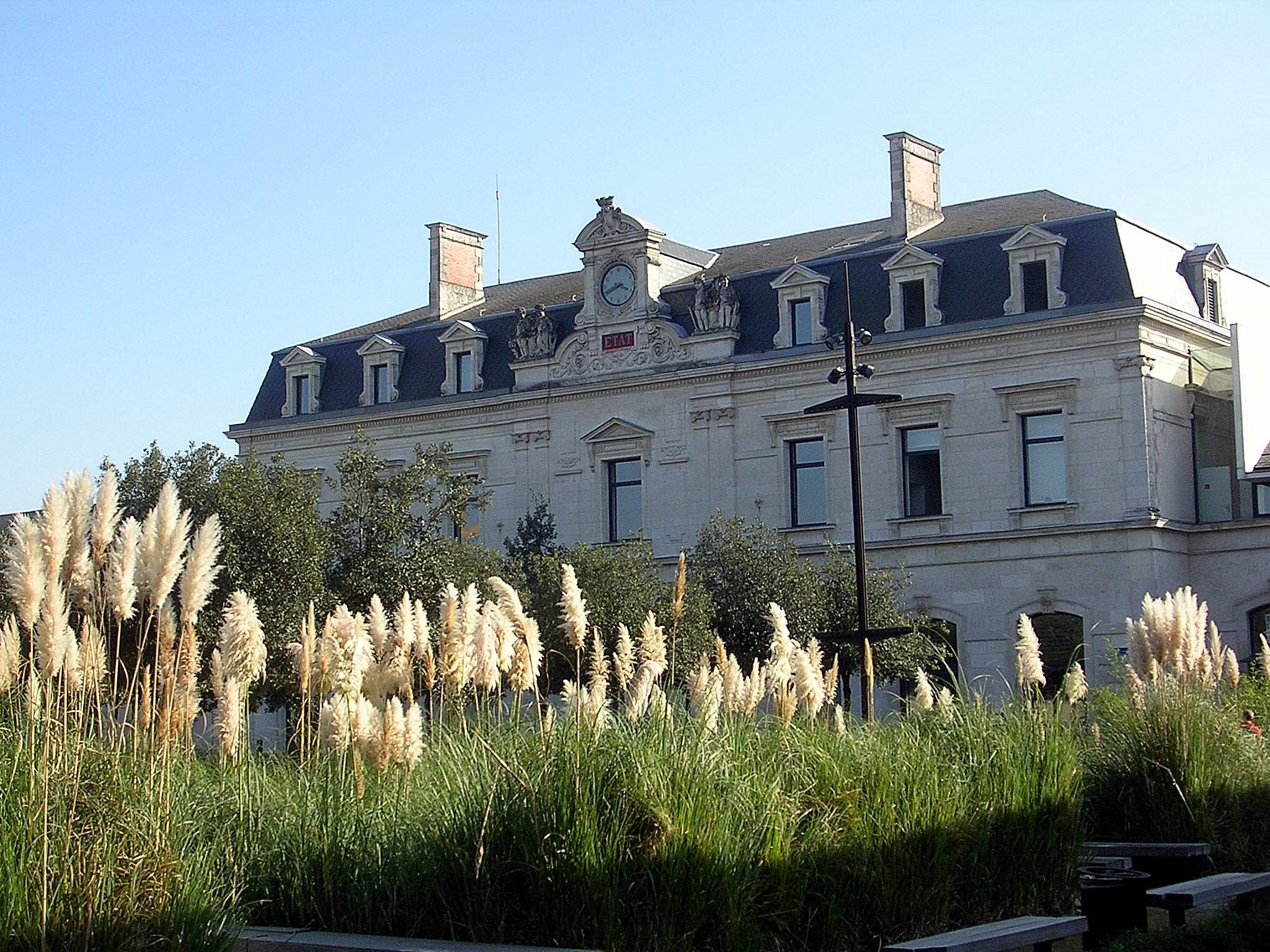
Place de la Gare-de-l'État
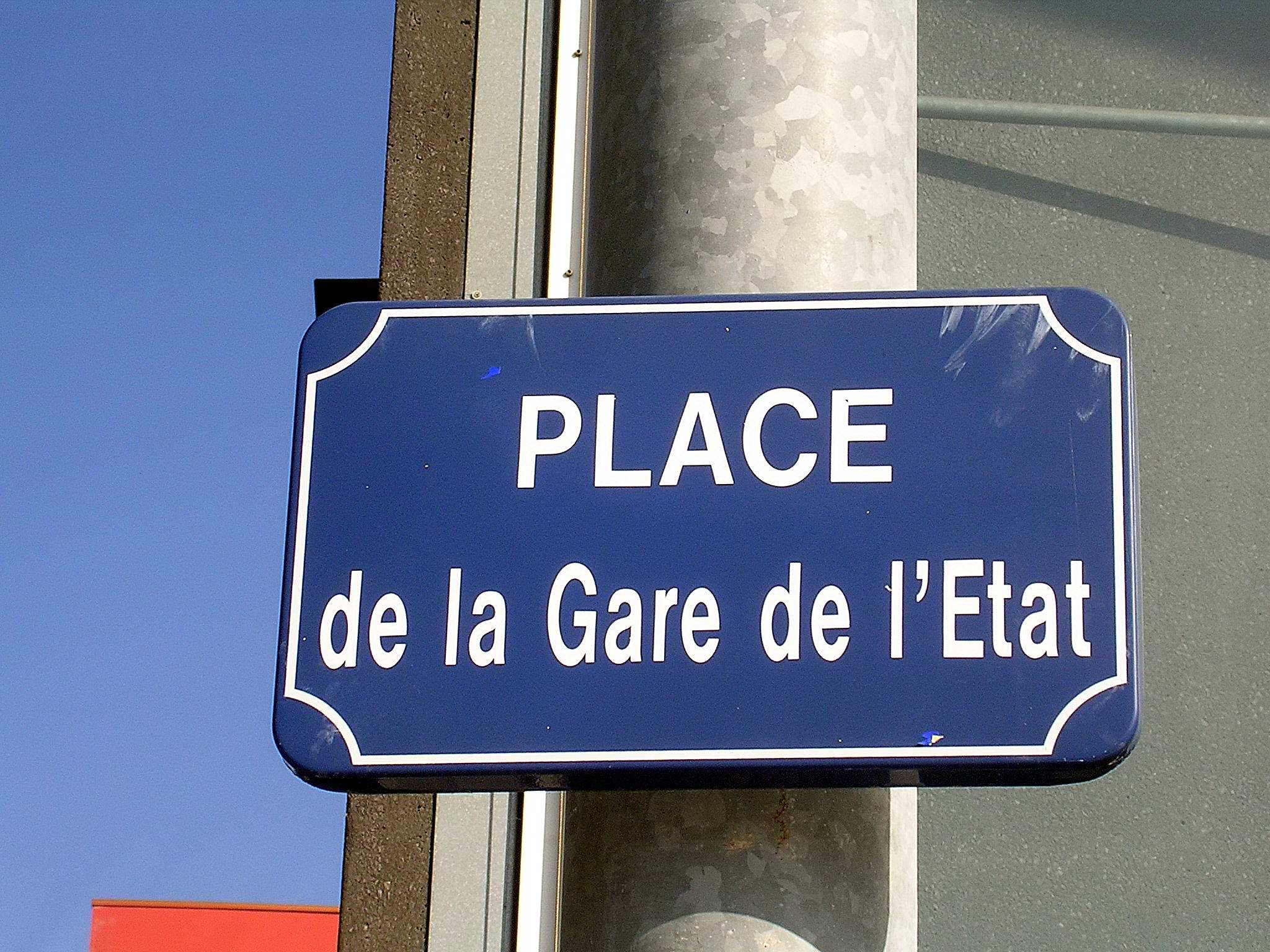
Panneau de la place de la Gare de l'État